# 亜硫酸バリウム
亜硫酸バリウム（ありゅうさんバリウム、英: Barium sulfite）はバリウムの亜硫酸塩で、化学式BaSO2で表される無機化合物。白色の粉末で、紙の製造に用いられるが、他のバリウム化合物と同様に毒性を持つ。

## 安全性
日本の毒物及び劇物取締法では劇物に分類される。ラットへ経口投与した場合の半数致死量（LD50）は375mg/kg。皮膚や眼に対する刺激性がある。不燃性であるが、加熱により分解し、硫黄酸化物などの有害ガスを生じる。酸類との接触で、亜硫酸ガスを生じる。